# 袖扣海兔螺
袖扣海兔螺（學名：Cyphoma gibbosum），一般寵物網站或出版物或會從其英文名稱直譯，作火烈鳥舌螺、火烈鳥舌蝸牛或鶴舌螺，是玉黍螺目海兔螺科之下一個的海洋腹足綱软体动物物种。這種海螺體型細小但色彩斑爛，屬於底棲性的肉食性動物。

## 分佈
本物種為Cyphoma屬最常見的多個物種之一，棲息於分佈於大西洋西岸的熱帶海域。北起美国北卡罗来纳州及佛羅里達州東南部、墨西哥韦拉克鲁斯市及金塔納羅奧州至巴西北部的海岸，並包括加勒比海百慕大對出海域、小安的列斯群岛及墨西哥湾。

## 棲息地
本物種棲息於淺礁區域，但據報導牠們曾於深達29 m的海底發現。棲息於海底的峽谷。

## 形態描述

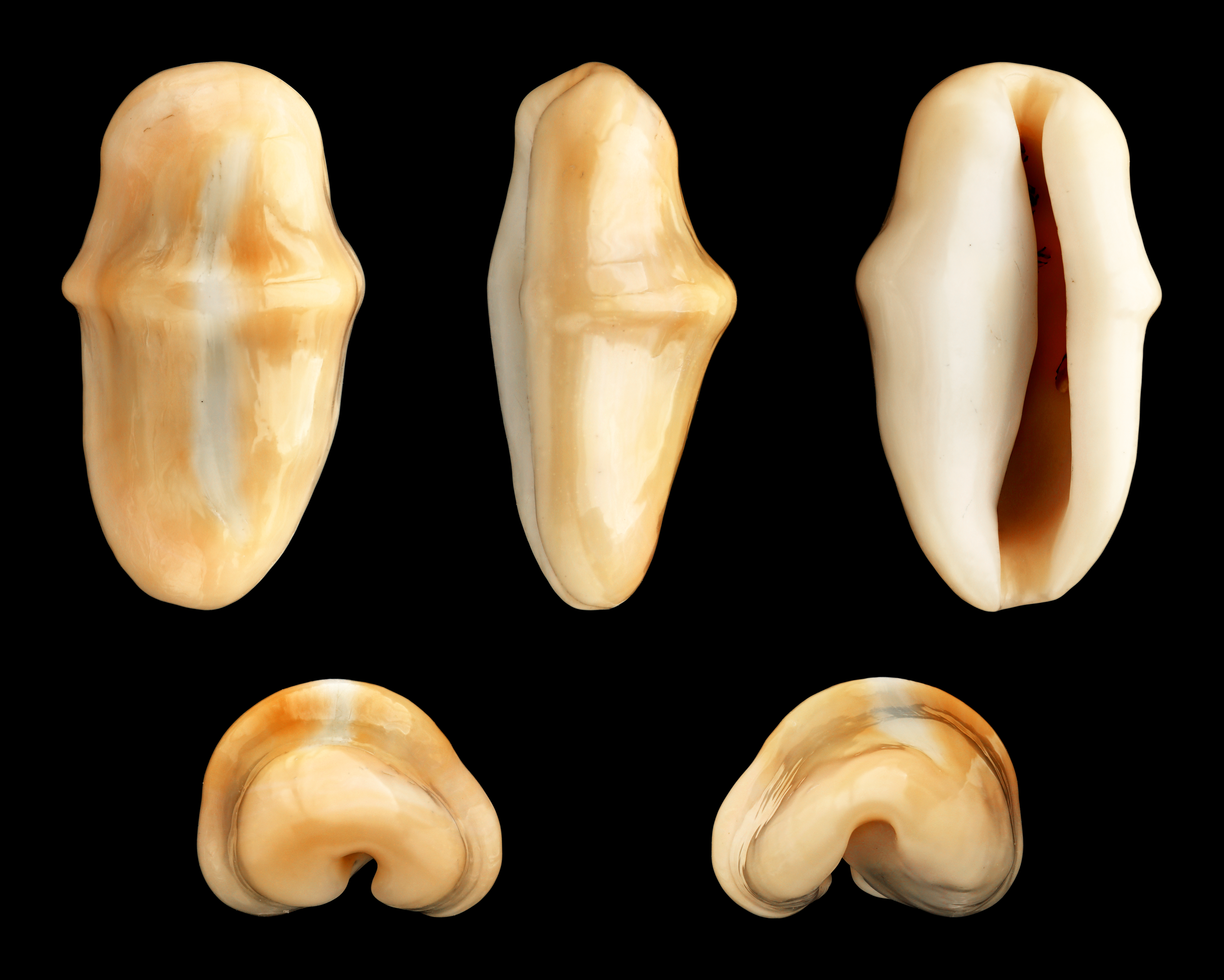
Five views of a shell of Cyphoma gibbosum (Linné, 1758)

本物種的螺殼呈紡綞形或葉形。殼長約25—35 mm（0.98—1.38英寸），最短已知只有18 mm（0.71英寸），最長可達44 mm（1.7英寸）。殼口窄長，長度與螺殼差不多一樣長，而且在殼唇上沒有齒刻。活體的袖扣海兔螺呈亮麗的橙黃色，其上有黑色斑點。不過這些顏色並不是其螺殼上的顏色，而是由於其螺殼被其外套膜包裹，而這些顏色都是來源於其外套膜。外套膜的外套膜摺可收縮，使其螺殼露出，但這情況一般只在當牠們受到攻擊時才會出現。沒有了外套膜的螺殼堅實光滑。殼體體層中間有隆起之脊，橫貫殼背。殼表淺橙色，中間及底部黃白色，有時還會有一道白色、奶油色或黑色的條紋，與殼體的隆脊垂直。雌雄異體，但兩者在體型上沒有明顯的差別；幼體長5厘米。

## 分類
在Cyphoma屬的三個物種：袖扣海兔螺（Cyphoma gibbosum）、指头海兔螺（Cyphoma signatum）及，牠們的表現型儘管不相同，但遺傳學上牠們卻是非常相似。後兩者身上的花紋，不管是指紋狀的花紋或棕色的圓點，均與袖扣海兔螺不同。。

## 生態學

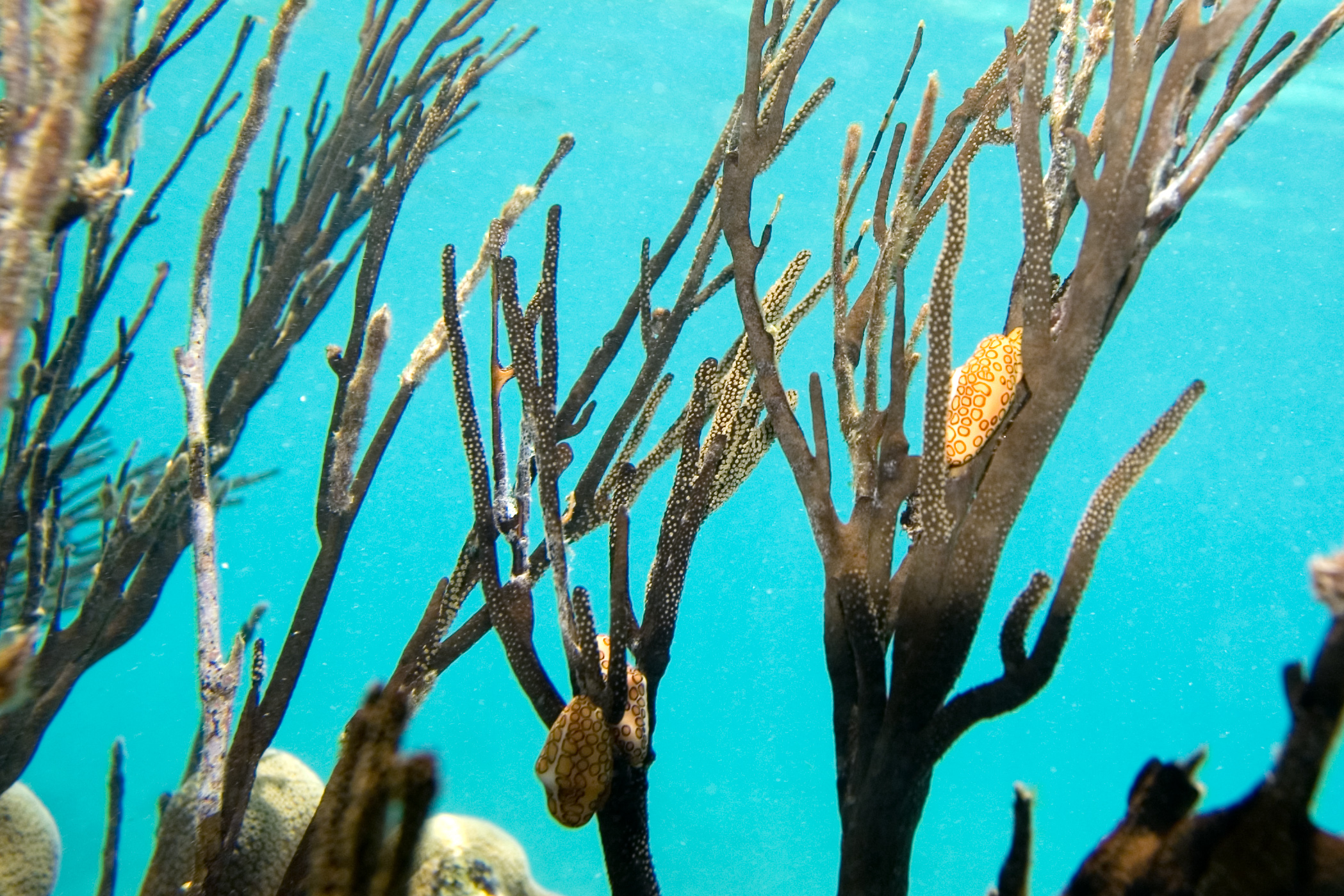
Flamingo tongue on a sea rod

袖扣海兔螺會在其棲息的軟珊瑚上刮食。牠們日常食用的物種計有：Briareum spp., Gorgonia spp., Plexaura spp.及 Plexaurella spp.。成熟的雌螺在食用過軟珊瑚後，會在其上產卵。這些螺卵在產後約莫第十天會開始孵化為幼體。這些幼體在海水中浮游，然後當遇到軟珊瑚時會在其上棲息。袖扣海兔螺的幼體傾向於留在珊瑚枝的底側，但長成後不單更容易看見，而且更為機動。成體的袖扣海兔螺會用其齒舌刮掉珊瑚上的水螅體，使珊瑚上留下容易看到的覓食疤痕。但是，珊瑚可以使水螅體再生，因此袖扣海兔螺的捕食對珊瑚不會致命。

## 保育狀況
本物種過往並不在任何風險類別中。然而，其獨特的外貌吸引了不少人的興趣，以致牠們在一些浮潛及潛水勝地被廣泛搜集，以作水族寵物發售。這種行為使其種群現時受到影響。

## 延伸閱讀

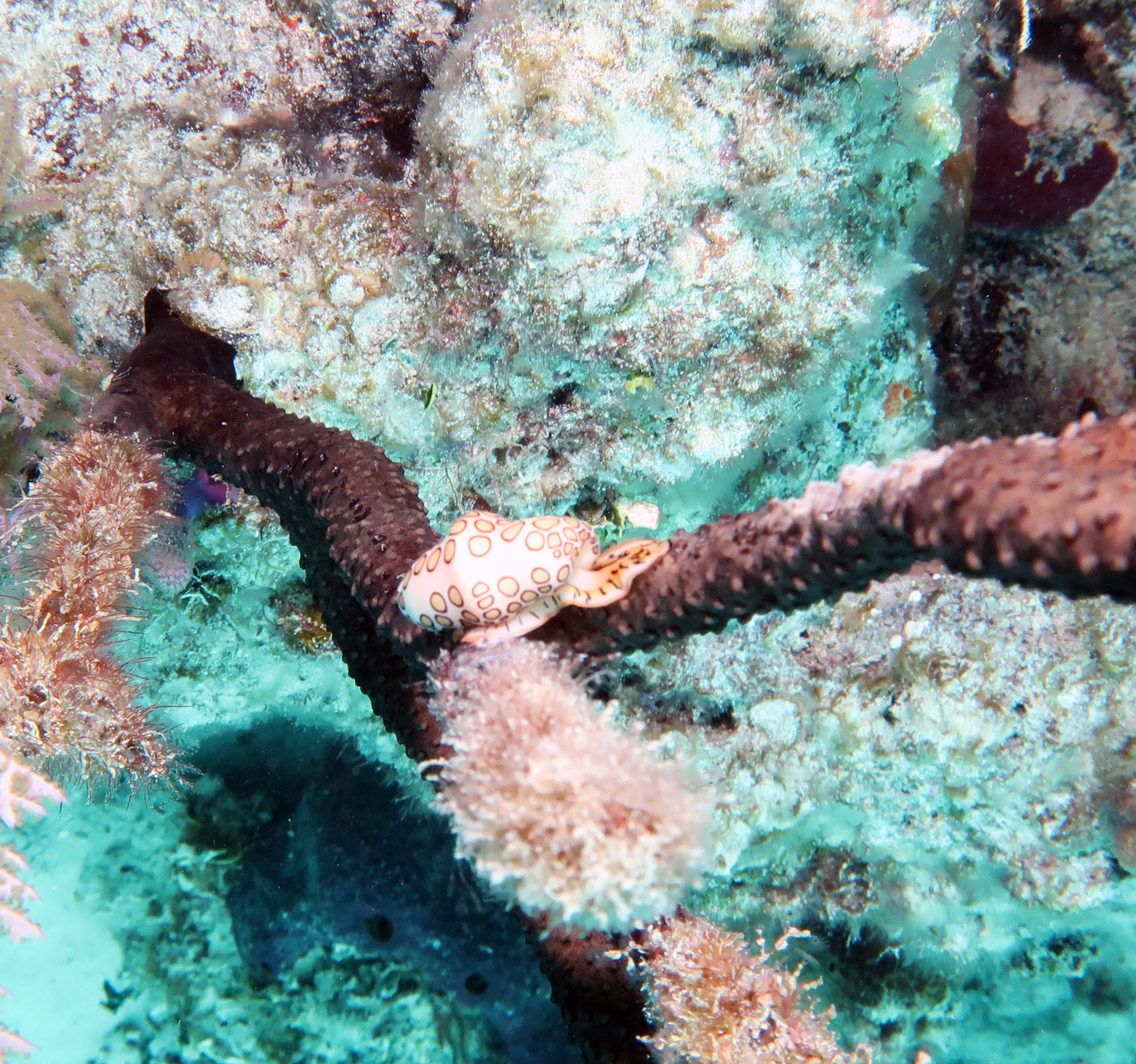
Flamingo Tongue Part with part of its body out of the shell

- Burkepile D. E. & Hay M. E. (2007). Predator release of the gastropod Cyphoma gibbosum increases predation on gorgonian corals. Oecologia（英语：Oecologia） 154(1): 167–173. doi:10.1007/s00442-007-0801-4
- Lorenz F. & Fehse D. (2009) The living Ovulidae. A manual of the families of allied cowries: Ovulidae, Pediculariidae and Eocypraeidae. Hackenheim: Conchbooks.
- Whalen K. E., Lane A. L., Kubanek J., Hahn M. E. (2010). Biochemical Warfare on the Reef: The Role of Glutathione Transferases in Consumer Tolerance of Dietary Prostaglandins. PLOS ONE 5(1): e8537. doi:10.1371/journal.pone.0008537

## 外部連結
- 維基物種上的相關：袖扣海兔螺
- Marine Invertebrates of Bermuda  （页面存档备份，存于）
- Costa de Venezuela  （页面存档备份，存于）
- Cate, C. N. . Veliger. 1973,. 15 (supplement): 1–117  [2021-01-01]. （原始内容存档于2020-01-12） （英语）.
- Reijnen, B.T.; van der Meij, S.E.T. . PeerJ. 2017, 5. doi:10.7717/peerj.3018. e3018 （英语）.
- Naturalista. （页面存档备份，存于）
- Sealife Collection網站提供的袖扣海兔螺的圖片